# Kosmos 608
O Kosmos 608 (em russo: Космос 558), também chamado de DS-P1-Yu Nº 66, foi um satélite artificial soviético lançado em 20 de novembro de 1973 através de um foguete Kosmos-2I a partir do Cosmódromo de Plesetsk.

## Características
O Kosmos 608 foi o sexagésimo sexto membro da série de satélites DS-P1-Yu e o sexagésimo lançado com sucesso após o fracasso dos lançamentos do segundo, do vigésimo terceiro, do trigésimo segundo, do quadragésimo, do quadragésimo quarto e do quinquagésimo quarto membros da série. Sua missão era auxiliar sistemas antissatélites e antimíssil soviéticos.
O Kosmos 608 foi injetado em uma órbita inicial de 528 km de apogeu e 281 km de perigeu, com uma inclinação orbital de 71 graus e um período de 92,2 minutos. Reentrou na atmosfera terrestre em 10 de julho de 1974.